# Lech Norbert Markiewicz

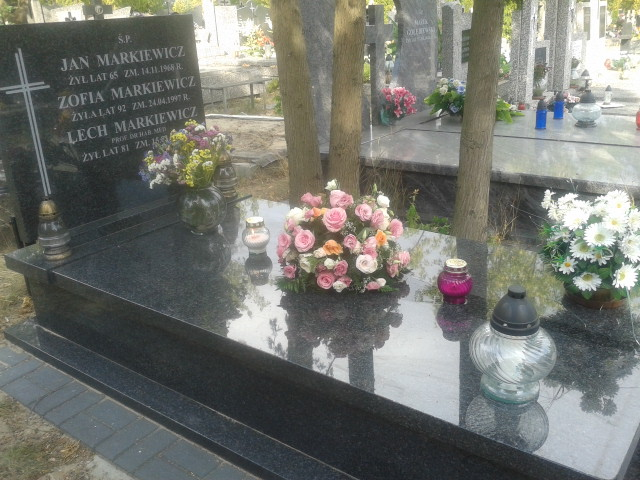
Grób rodzinny Lecha Markiewicza na Cmentarzu Parafialnym w Legionowie

Lech Norbert Markiewicz (ur. 1930 w Warszawie, zm. 15 marca 2012 w Warszawie) – polski lekarz, profesor zwyczajny dr hab. nauk medycznych o specjalności fizjologia pracy, medycyna lotnicza, patofizjologia. Członek Polskiej Akademii Nauk.
W latach 1950–1955 studiował na Wydziale Lekarskim Akademii Medycznej w Warszawie. W 1960 r. uzyskał stopień doktora na podstawie pracy Badanie porównawcze nad działaniem neurohormonów na zachowanie się zawartości cholesterolu fosfolipidów i kwasów tłuszczowych we krwi i limfie. Podczas studiów rozpoczął pracę w Zakładzie Patologii Ogólnej i Doświadczalnej pod kierunkiem profesora Juliana Walawskiego. W 1965 r. uzyskał stopień doktora habilitowanego na podstawie rozprawy Rola katecholamin w głodzie zupełnym. W 1973 r. uzyskał tytuł profesora nadzwyczajnego, a w 1983 r. profesora zwyczajnego.
W latach 1962–1977 kierował Zakładem Patofizjologii Lotniczej Wojskowego Instytutu Medycyny Lotniczej w Warszawie. W latach 1977–1997 kierował Ośrodkiem Patofizjologii Lotniczej Wojskowego Instytutu Medycyny Lotniczej. W latach 1982–1998 kierował Zakładem Fizykoterapii i Odnowy Biologicznej Akademii Wychowania Fizycznego w Warszawie. Od 1997 r. był sekretarzem naukowym Wojskowego Instytutu Medycyny Lotniczej oraz redaktorem naczelnym Polskiego Przeglądu Medycyny Lotniczej.
Dorobek naukowy: ponad 120 publikacji oryginalnych, 6 książek (w tym: Ultradźwięki i infradźwięki. Monografia PWN; Zarys fizjologii dla psychologów.Podręcznik PWN), 3 rozdziały.
Odznaczony został Krzyżem Kawalerskim Orderu Odrodzenia Polski.